# Estany de Mas Mateu
L'Estany de Mas Mateu és un estany alimentat per aigües del freàtic. La inundació és temporal i la major part de la seva superfície està ocupada actualment per plantacions de plàtans, pollancres i altres conreus.
Hi ha una petita freixeneda al sector més inundat, que es pot identificar com a hàbitat d'interès comunitari prioritari 91E0 (Vernedes i altres boscos de ribera afins) (Alno-Padion), i restes de prats de dall (Arrhenatherion elatioris). Els arbres més comuns són el freixe (Fraxinus angustifolia), el gatell (Salix cinerea ssp.oleifolia) i l'om (Ulmus minor). Els acompanyen espècies com Galium palustre, Equisetum telmateia, E. arvense, Ranunculus repens, Juncus articulatus, Cyperus eragrostis, Sparganium erectum, Carex remota, Carex pendula, C. vulpina, Carex hirta, Iris pseudacorus, etc, i sota les aigües, hidròfits com Callitriche stagnalis i Polygonum amphibium. Com a curiositat, se sap que en aquest espai s'hi cultivà arròs entre els anys 1943 i 1946.
L'expansió dels conreus i la sobreexplotació dels aqüífers són els factors que han afectat i segueixen afectant negativament l'espai.